# 切り裂きジャックの告白
『切り裂きジャックの告白』（きりさきジャックのこくはく）は、中山七里の推理小説。

## 概要
臓器移植を主なテーマとして医療や倫理の問題を投げかける社会派小説でありながら、19世紀にイギリスで実際に起きた切り裂きジャック事件をモチーフとしたミステリーでもある。
著者の中山は毎回出版社側のリクエストに応える形でどういう話にするかを決めるが、今回はそれが「どんでん返しがある社会的テーマを持った本格ミステリ」だった。そこで思いついたのが臓器移植であり、出版社がKADOKAWAと聞いて浮かんだのが横溝正史、そして社会派と聞いて浮かんだのが森村誠一。それらすべてのイメージが合体させようとしてできたのが今作であると話している。当初タイトルは「切り裂きジャックの弁明」だったが、堅苦しくて読者の手が伸びないのではないかと思い、刊行時には『切り裂きジャックの告白』に変更された。また、今回も執筆にあたって改めて取材はせず、手術のシーンも以前テレビで見た心臓移植の番組を元に書いたが、専門家に査読してもらっても医療的な記述でミスは無かったという。
人物のリンクだけでなく、猟奇殺人、シリアルキラーが登場するという点でも『連続殺人鬼カエル男』と共通する部分が多く、作中でもそれを示唆する文章がある。そして『テミスの剣』で渡瀬によって派遣されてきた古手川和也が主人公・犬養隼人のサポート役を務めるが、『連続殺人鬼カエル男』の経験をふまえて推理や捜査にあたっており、本作は古手川の成長譚としても読めるようになっている。
著者はこの作品を"祈りの小説"としており、2013年7月に発売された本作と同じ主人公・犬養隼人が活躍する『七色の毒』という短編集と対を成す世界観で、2冊で世界には希望もあるが絶望もあるということを描いているとインタビューでは話している。
2015年に本作を原作としたテレビドラマが放送された。

## あらすじ
深川署の目と鼻の先にある木場公園で、ありとあらゆる臓器を摘出され、人間の尊厳を蔑ろにし、死体であることすら剥奪されているような惨殺死体が見つかる。頸部に索条痕があり、腹はY字に切り裂かれ、内臓はすべて取り払われていた。現場に残ったおびただしい血のあとから、その場で殺害&解体作業まで行ったとみられ、警察はその専門的な手口から解剖の知識を備えた医師をはじめとする専門家の関与を、その異常さから享楽殺人者による連続性を危惧する。
事件からまもなく、帝都テレビに犯行声明文が送りつけられる。"彼女の臓器は軽かった―"という臓器についての言及もさることながら、"わたしは時空を超えてまたこの世に甦ってきた"という一文、そして最後の"ジャック"という署名。誰もが脳裏に浮かんだのは19世紀のイギリスを恐怖のどん底に陥れた、5人の売春婦が鋭利な刃物でのどを掻き切られ、臓器をもちさられた猟奇事件…「切り裂きジャック事件」。まさか120年もの時を経て、現代に甦ったとでもいうのか? 劇場型犯罪として報じられ、大手新聞社も追随すると世間は大騒ぎとなった。
そうこうするうちに、似たような惨殺死体が今度は埼玉県警管内で見つかる。手口が同じであることから連続殺人事件であると判断され、捜査は警視庁と埼玉県警の合同捜査となる。警視庁捜査一課の刑事・犬養隼人も埼玉県警の古手川和也とコンビを組んで捜査にあたることになった。しかし2件の共通点も見出せないまま、ジャックからの2通目の犯行声明、そして被害者の臓器の一部が一緒に送り付けられる。
無差別殺人という見方が強い中、犬養と古手川は被害者が2人とも過去に移植手術を受けているということに気づく。絶対にジャックを止めなければならない…。普段はルーチン業務に追われて意識の下層に眠っている怒りがふつふつと沸いてくる犬養。彼には腎不全を患い、腎移植を控えた娘がいたため、その思いは特別であった。しかし捜査は思うように進まず、テレビ放送で管理官が発言した近日中に犯人を逮捕するという宣言虚しく、それを嘲笑うかのように今度は府中署管内で第3の死体が発見された。
やはり今度の被害者も臓器移植を受けたことがあり、その担当の移植コーディネーターが同じ高野千春という人物であることを突きとめた2人は、彼女の元へ向かう。

## 登場人物

### 警察関係者
警視庁
犬養 隼人（いぬかい はやと）
本作の主人公。警視庁刑事部捜査一課、麻生班の刑事。階級は警部補。14年目のベテラン。
今回の事件でコンビを組んだ古手川の目の付け所や勘の良さ、自分の欠点を素直に認められる素直さに、そこまで育てた古手川の上司（＝渡瀬）に興味をもつ。
麻生（あそう）
警視庁の警部で主任、班長。犬養の上司。犬養の洞察力と執拗さは司令官向きだと評価し、重宝している。猫撫で声を出す時は禄でもないことを押し付けることが多い。
高千穂（たかちほ）
麻生班の刑事。
葛城 公彦（かつらぎ きみひこ）
警視庁の刑事。犬養の後輩だが班が違う。若手なので麻生に伝書鳩のように使われたり、三田村敬介の身辺警護にあたる。セールスマンのように愛想が良く、強制も恫喝もしない。馬鹿がつくほど正直で、刑事らしさは無い。
鶴崎（つるさき）
管理官。階級は警視。今月神奈川県警から警視庁に栄転してきたばかり。キャリアの道を進んできたため現場経験はないが、人を見る目は肥えている。しかし交渉事に慣れていないにもかかわらずそれを押し隠し、見栄をはって誇大して見せようとして余計に軽薄にみえてしまうような一面がある。権勢欲と上昇志向がネクタイをして歩いているような男で自己顕示欲が強い。
津村（つむら）
捜査一課長。
御厨（みくりや）
検視官。質問には間髪いれず答える男。過去に扱った死体の数は警視庁管内ではトップで、見立てが解剖所見と大きく乖離していた例は今までにない。

埼玉県警
古手川 和也（こてがわ かずや）
埼玉県警の刑事。20代半ば、独身。上司である渡瀬に言われ、2人目の犠牲者の解剖所見を光崎に訊きに来たところで犬養を顔を合わせ、合同捜査であらためて犬養とコンビを組むことになる。若さの中に不遜さが見え隠れするが、不思議に傲慢な感じはしない。犬養の予想に反して優秀な一面をみせ、上司の受け売りとも思われる真っ当な意見を口にする。顔面といわず腕と言わず無数の傷跡があり、どの傷もさほど古いものではない。会話の内容でいちいち表情が変わり、リトマス試験紙さながら考えていることが面白いように顔に出る。イライラすると小刻みに膝を揺らす。
父親はリストラを受けたとたんに借金ばかり作って家に帰らない人間のクズに成り果て、母親も男を作って家によりつかず、古手川が高校を卒業したと同時に一家離散したため、親子の情というものを信用できない。
渡瀬（わたせ）
古手川の上司で班長。今作では名前のみ登場。
深川署
陣内（じんない）
深川署強行犯の班長。気位の高い男。麻生と顔見知り。
仙石（せんごく）
深川署署長。

その他
光崎 藤次郎（みつざき とうじろう）
法医学教室の教授。白髪オールバックの老人。古手川に対し、「お前のところはいつも碌なホトケを持って来ない」と文句を言う。

### レシピエントとその関係者
六郷 由美香（ろくごう ゆみか）
第1の被害者。21歳独身、B型。中葛西4丁目で両親と3人暮らし。年齢より幼く見え、十人並みの容色でお世辞にも美人とは言い難い。高校生の頃から肝臓を患っており、就職してから劇症肝炎で2年間長期入院し、退院してからも食事療法を続けていた。東城（とうじょう）信用金庫東陽町（とうようちょう）支店に勤務し始めたばかりだったが、勤め先から一度帰宅した後に再び出かけ、木場公園（警視庁深川署管内）で無残な死体となって発見される。勤勉で素直だったが、親しい同僚や友人はいなかった。ネット上でのハンドルネームは〈No.6〉。
六郷 武則（ろくごう たけのり） / 六郷 和江（ろくごう かずえ）
由美香の両親。
古姓 俊彦（こしょう としひこ）
マラソン選手。インターハイ、大学陸上部を経て実業団入り。華々しい活躍もせず7年たったが、コーチが変わってここ最近、タイムが急速に伸びてきている。夜から朝に代わる瞬間が好きで、いつもその時間にランニングしている。トレーニング中に木場公園で第1の被害者の死体を発見する。
半崎 桐子（はんざき きりこ）
第2の被害者。32歳独身、B型。アパートで一人暮らし。家族は熊谷市、久下橋の近くに住んでいる。童顔で目が大きく、笑えば愛嬌のある顔立ちをしている。川越市宮元町（埼玉県警管内）の建設中のビルの中で発見された。川越市郊外のカワダ電器に勤めていた。細菌性肺炎で肺の移植手術を受けたことがある。ネット上でのハンドルネームは〈half cape〉。
雨宮 恵美（あまみや えみ）
第2の被害者の第一発見者。水泳部に所属する中学生。通学途中に死体を発見する。
具志堅 悟（ぐしけん さとる）
23歳、B型。かつて腎不全を患い、人工透析に頼る日々を送っていたが、親友のブログを通じた募金活動の末に手術費用を手に入れ、移植手術を受けて健康を取り戻した。しかし仕事は続かず、今は親の金をくすねて競馬にあけくれる日々。退院してからのギャンブル狂いを週刊誌にスッパ抜かれて世間からバッシングを受けていた。東京競馬場西門近くの自転車駐輪場の裏（府中署管内）で死体となって発見される。
具志堅 晴菜（ぐしけん はるな）
悟の母親。
梁瀬 美香（やませ みか）
ターフィーショップの店員。24,5歳。悟を見たと証言する。
三田村 敬介（みたむら けいすけ）
19歳、B型。特発性拡張型心筋症を患っていたが、心臓移植をされて今はトランペットを吹くこともできる。音楽家志望。東京都世田谷区北沢3丁目に住んでいる。体格が良い。
三田村 日菜子（みたむら ひなこ）
敬介の妹。小学生。母親と口調が似ている。

### ドナーとその関係者
高里 翔平（たかざと しょうへい）
22歳で脳死宣告を受ける。ドナーカードを持っていたため、ドナーとなった。
鬼子母 志郎（きしぼ しろう）
19歳の体操選手。涼子と亡き夫（オリンピックにも出場したことがある体操選手）との間の息子で、父の背中を追っていた。体育大に入って2年目、ダンプに撥ねられ、脳挫傷をおこして脳死状態となり、ドナーとなった。
鬼子母 涼子（きしぼ りょうこ）
志郎の母。40過ぎ。息子である志郎の死を受け入れられず、納骨をせず、志郎の分の下着まで買い続ける。夫とはスポーツ用品の会社に勤めていた頃に知り合った。現在はスーパーのお客様係でパート勤務をしている。志郎がドナーカードを携帯していたことを知らず、最初は移植に猛反対する。東京都足立区梅島在住。
朱美（あけみ）
涼子の職場の正社員。スケジュール管理能力が無い。

### 医療従事者
真境名 孝彦（まじきな たかひこ）
帝都大附属病院の医師で、沙耶香の主治医でもある。白髪交じりで真摯な風貌。60歳を過ぎて臨床に携わりながら学会などで東奔西走している。臓器移植推進派で、榊原と共に手術と腕はツートップともいわれる。徹底した合理的精神の持ち主で、周りが恐縮するくらい生真面目。自宅近くに論文の執筆をするための事務所を持っている。
真境名 陽子（まじきな ようこ）
孝彦の妻。44歳。麻酔医で、孝彦が執刀する手術ではいつも麻酔を担当し、公私ともにパートナーをつとめている。元は孝彦の教え子だった。
榊原 博人（さかきばら ひろと）
帝都大付属病院勤務。臓器摘出手術では真境名と並んで成功率の高い医師。ロマンスグレーをオールバックに撫で付け、表情はいつも柔和。しかし口をついて出る言葉の多くが歯に衣着せぬ毒舌。実は臓器移植には消極的。真境名孝彦とは大学時代からの友人でライバルでもあり、医者仲間からはSMコンビ（S=榊原、M=真境名）とも言われている。由緒正しい仏寺の生まれ。
梨田（なしだ）
榊原率いる執刀チームの看護師。
久世山（くぜやま）
榊原率いる執刀チームの麻酔医。
高野 千春（たかの ちはる）
帝都大附属病院の移植コーディネーター。移植医療の未来に理想を抱いてこの職についたが、移植後のレシピエントの姿に幻滅することもあり、その理想は内部崩壊をはじめている。子供の頃から何かに集中できない時、眉を小刻みに震わせる癖がある。
美登里（みどり）という娘がいたが、2年前、4歳の時に自分が目を離したすきに公道に飛び出してしまい、車に轢かれて亡くなった。美登里が死んだ責任を争っているうちに夫とは気持ちが離れて別れた。
筑波 稔（つくば みのる）
恵帝（けいてい）大付属病院の医師。肝臓移植の執刀医。神経質そうな面立ちをしている。独身。移植推進派の中でも先鋒と噂される程の人間。
鮎川 達志（あゆかわ たつし）
黎名（れいめい）病院の医師。肺の移植手術の執刀医。埼玉県医師会常任理事。好々爺然とした中にも風格が見え隠れする。70歳近くなった今でも年に200例ほど手術をする。
結城 丈二（ゆうき じょうじ）
京葉医療センターの医師。腎臓移植の執刀医。冷静沈着で感情らしいものを見せない。
城仁田 健譲（しろにた けんじょう）
羽生谷（はにゅうだに）総合病院の医師。心臓移植の執刀医。

### 帝都テレビ
兵頭 晋一（ひょうどう しんいち）
報道局 のチーフディレクター。ジャックを名乗る者からの犯行声明をADの松井を通して受け取り、『アフタヌーンJAPAN』での放送を決める。
住田（すみだ）
兵頭の上司で報道局 のプロデューサー。丁重な物腰の裏に狡猾さを隠し持っている。

### その他
豊崎 沙耶香（とよざき さやか）
隼人と最初の妻だった成美との間にできた現在13歳の娘。腎不全で人工透析が欠かせず、帝都大付属病院に入院中。犬養を毛嫌いしている。
豊崎 成美（とよざき なるみ）
犬養の最初の妻で沙耶香の母。犬養のことをことあるごとに責める。

## 書評
発売後すぐに重版がかかり、読売新聞 や日刊ゲンダイ でも書評が公開されて話題となった。また、香山二三郎や大森望ら書評家からAKB48の内田眞由美というアイドルまで、多くの人が絶賛の声をあげている。
写真・文芸評論家のタカザワケンジは、「読者を猟奇殺人から臓器移植問題へと誘うアクロバティックな展開が成功しているだけでなく、ラストシーンでは中山七里という作家が描く世界の『さよならドビュッシー』のような表の部分と、『連続殺人鬼カエル男』のような裏の部分が見事にリンクし、ストーリーテリングの巧みさに魅了された」と評価。フリーライターの永江朗は、「移植手術に成功した患者たちを待ち受ける過酷な運命までも生々しく描き込まれ、臓器移植の是非を問う社会への問題提起作として超一級のミステリである」と評価している。

## オーディオブック
2021年6月30日よりListenGoで配信された。ナレーターは杉村憲司。